# Cesarino Cervellati
Cesarino Cervellati (Baricella, 15 febbraio 1930 – Pontecchio Marconi, 13 aprile 2018) è stato un calciatore e allenatore di calcio italiano, una delle bandiere del Bologna nel quale ha disputato 320 partite.

## Caratteristiche tecniche

### Giocatore
Bolognese di provincia, nacque calcisticamente nel Bologna, squadra alla quale rimase fedele per tutta la carriera, militandovi per quattordici anni, sempre in Serie A. Attaccante. giocava nel ruolo di ala destra. Minuto fisicamente, faceva dello scatto e del dribbling le sue doti migliori, grazie alle quali riuscì ad andare in rete 88 volte nell'arco della sua lunga carriera.

## Carriera

### Giocatore

#### Club
Esordì a 18 anni nel 1948 contro la Lazio in una partita che il Bologna perse 8-2.  Dal campionato successivo 1949-1950 fu titolare indiscusso della maglia n. 7. I suoi primi campionati furono caratterizzati da una media realizzativa elevata: 39 reti segnate in 3 campionati fra il 1949 ed il 1952. Nei campionati successivi segnò un po' meno.  Verso la fine della carriera arretrò la propria posizione di gioco a centrocampo. Nel 1961, già trentunenne, vinse con la sua squadra la Coppa Mitropa, unico trofeo della sua carriera. Si ritirò dal calcio giocato nel 1962. Giocò insieme a campioni come Gino Cappello, Axel Pilmark, Gino Pivatelli, Mirko Pavinato, Ezio Pascutti e a un giovane Giacomo Bulgarelli.

#### Nazionale
Esordì in Nazionale il 6 maggio 1951 (Italia-Jugoslavia 0-0) sostituendo nel 2º tempo Burini.  Collezionò solamente 6 presenze, distribuite nei primi anni di carriera, senza alcuna segnatura.   Fu convocato anche 2 volte in Nazionale B dove realizzò 2 reti.

### Allenatore

Cervellati nello staff tecnico del Bologna nel corso degli anni settanta, agli ordini di Bruno Pesaola.

Nel 1962 chiuse la carriera da calciatore e iniziò subito quella da allenatore, anch'essa vissuta quasi esclusivamente col Bologna. Fu il vice del suo maestro Fulvio Bernardini nella stagione 1963-1964 del settimo scudetto. Fu promosso allenatore "in prima" nella stagione 1968-1969, nella quale prese il posto di Viani, ma dopo 15 giornate fu esonerato e sostituito da Oronzo Pugliese. Dopo una brevissima esperienza come allenatore del Cesena (unica sua esperienza calcistica lontano da Bologna), rientrato nei quadri tecnici della squadra rossoblu, nel 1972 tornò in panchina insieme a Pugliese per sostituire Edmondo Fabbri a stagione ormai avviata.
Nel 1977 ebbe di nuovo la guida tecnica della squadra dopo l'esonero di Giagnoni, ma solo per cinque giornate. In febbraio 1979 fu di nuovo in panchina e raggiunse la salvezza. Nel 1983, in serie B, il Bologna gli affidò per l'ultima volta la panchina nel tentativo, che si rivelò inutile, di salvare la squadra dalla retrocessione in serie C.

## Statistiche

### Cronologia presenze e reti in nazionale
| Cronologia completa delle presenze e delle reti in nazionale ― Italia | Cronologia completa delle presenze e delle reti in nazionale ― Italia | Cronologia completa delle presenze e delle reti in nazionale ― Italia | Cronologia completa delle presenze e delle reti in nazionale ― Italia | Cronologia completa delle presenze e delle reti in nazionale ― Italia | Cronologia completa delle presenze e delle reti in nazionale ― Italia | Cronologia completa delle presenze e delle reti in nazionale ― Italia | Cronologia completa delle presenze e delle reti in nazionale ― Italia |
| Data                                                                  | Città                                                                 | In casa                                                               | Risultato                                                             | Ospiti                                                                | Competizione                                                          | Reti                                                                  | Note                                                                  |
| --------------------------------------------------------------------- | --------------------------------------------------------------------- | --------------------------------------------------------------------- | --------------------------------------------------------------------- | --------------------------------------------------------------------- | --------------------------------------------------------------------- | --------------------------------------------------------------------- | --------------------------------------------------------------------- |
| 6-5-1951                                                              | Milano                                                                | Italia                                                                | 0 – 0                                                                 | Jugoslavia                                                            | Amichevole                                                            | -                                                                     |                                                                       |
| 3-6-1951                                                              | Genova                                                                | Italia                                                                | 4 – 1                                                                 | Francia                                                               | Amichevole                                                            | -                                                                     |                                                                       |
| 11-11-1951                                                            | Firenze                                                               | Italia                                                                | 1 – 1                                                                 | Svezia                                                                | Amichevole                                                            | -                                                                     |                                                                       |
| 26-4-1953                                                             | Praga                                                                 | Cecoslovacchia                                                        | 2 – 0                                                                 | Italia                                                                | Coppa Internazionale                                                  | -                                                                     |                                                                       |
| 17-5-1953                                                             | Roma                                                                  | Italia                                                                | 0 – 3                                                                 | Ungheria                                                              | Coppa Internazionale                                                  | -                                                                     |                                                                       |
| 1-7-1956                                                              | Rio de Janeiro                                                        | Brasile                                                               | 2 – 0                                                                 | Italia                                                                | Amichevole                                                            | -                                                                     |                                                                       |
| Totale                                                                |                                                                       | Presenze                                                              | 6                                                                     |                                                                       | Reti                                                                  | 0                                                                     |                                                                       |

## Palmarès

### Giocatore

#### Club
- Coppa Mitropa: 1

Bologna: 1961